# Tiếng Mocoví
Tiếng Mocoví hay với những cái tên gọi khác như Mbocobí, Mocobí - ngôn ngữ thuộc nhóm ngôn ngữ guaicurú, được sử dụng ở Argentina, ở tỉnh Santa Fe với khoảng 4,5 nghìn người.